# 総合設計制度
総合設計制度（そうごうせっけいせいど）は、都市計画で定められた制限に対して、建築基準法で特例的に緩和を認める制度の一つである。公開空地の確保により市街地環境の整備改善に資する計画を評価し、容積率、絶対高さ制限、斜線制限などを緩和するものである。
もともと、市街地では建築物が密集し、公共的な空間に乏しいことから、建築物の周囲に一定の公開空地（一般の通行者が自由に利用できる空間）を確保するという目的で、1971年に創設された制度で、建築基準法第59条の2に規定されている。正式名称は「敷地内に広い空地を有する建築物の容積率等の特例」であり、これは敷地内に広い空地を有する建築物の容積率等の特例として、500平方メートル以上の敷地で、敷地内に一定割合以上の敷地を有する建築物について、計画を業態等で利用階を分けることや混雑を避けるために避難経路やエレベーターの着床階を床分することなどを指す。ただし具体的にどういう条件でどこまで緩和を認めるかは、それぞれの許可権限を持つ特定行政庁で基準を定めている。
都市中心部の空洞化に対処するため、ビル内に住宅を確保した場合の容積率割増（市街地住宅総合設計制度、都心居住型総合設計制度）など制度も拡充され、適用事例も多くなっている。
都心部では超高層ビルの周辺に「総合設計制度により設けられた公開空地です」といった旨の標識を見かけることが多い。公開空地として確保したはずの場所が駐車場に転用されてしまう等のことがないよう、標識設置を義務付けているものである。
- ウィキメディア・コモンズには、公開空地の標識に関するカテゴリがあります。

この制度によって、土地利用効率の高い高層ビルが林立する状況を作る事が可能となっている。